# Archipel Madrean

Carte de l'archipel Madrean.

L’archipel Madrean est un ensemble de sky islands dans les bois de pins et chênes de Madrean, à des altitudes plus élevées dans un complexe de petites chaînes de montagnes dans le sud et le sud-est de l'Arizona, le sud-ouest du Nouveau-Mexique et le nord-ouest du Mexique.

## Géographie
Les sky islands sont entourées à des altitudes inférieures par les déserts de Sonora et de Chihuahua. Le périmètre nord-ouest-est de la région des sky islands se confond dans la partie supérieure de l'est de Mogollon Rim et dans les Montagnes Blanches (Arizona) (sud de la région des Anasazis).
Les sky islands sont les plus septentrionales des bois de pins et chênes de Madrean et sont classées comme faisant partie de l'écorégion des forêts de pins et de chênes de la Sierra Madre occidentale, du biome des forêts de conifères tropicales et subtropicales.
Les sky islands sont isolées les unes des autres et des forêts de pins et de chênes de la Sierra Madre occidentale au sud par le réchauffement et le séchage du climat depuis la période glaciaire.
Il y a environ 27 sky islands de Madrean aux États-Unis et 15 dans le nord du Mexique. Les principales chaînes en Arizona sont les monts Baboquivari, montagnes Chiricahua, monts Huachuca, monts Pinaleño, monts Santa Catalina, monts Santa Rita et monts Whetstone. Des chaînes de sky islands similaires sont les monts Animas au Nouveau-Mexique et les montagnes Guadalupe, les montagnes Davis et les monts Chisos dans l'ouest du Texas.